# Salavre
Salavre est une commune française, située dans le département de l'Ain en région Auvergne-Rhône-Alpes. Elle fait partie du canton de Coligny.

## Géographie
Salavre est situé dans le Revermont, à une quinzaine de kilomètres au nord de Bourg-en-Bresse et à environ 40 kilomètres au sud de Lons-le-Saunier. Le village s'étend sur environ un kilomètre et est traversé de nord en sud par la route départementale 52. Le point culminant du village se situe au hameau de Dingier à environ 450 mètres d'altitude, le centre du village est situé à environ 250 mètres d'altitude. La commune est traversée par une petite rivière : le bief Laval.

### Climat
Pour des articles plus généraux, voir Climat d'Auvergne-Rhône-Alpes et Climat de l'Ain.
En 2010, le climat de la commune est de type climat des marges montargnardes, selon une étude du CNRS s'appuyant sur une série de données couvrant la période 1971-2000. En 2020, Météo-France publie une typologie des climats de la France métropolitaine dans laquelle la commune est exposée à un climat semi-continental et est dans la région climatique Bourgogne, vallée de la Saône, caractérisée par un bon ensoleillement (1 900 h/an), un été chaud (18,5 °C), un air sec au printemps et en été et des vents faibles.
Pour la période 1971-2000, la température annuelle moyenne est de 11,1 °C, avec une amplitude thermique annuelle de 17,5 °C. Le cumul annuel moyen de précipitations est de 1 203 mm, avec 12,7 jours de précipitations en janvier et 8,2 jours en juillet. Pour la période 1991-2020, la température moyenne annuelle observée sur la station météorologique de Météo-France la plus proche, « Saint-Julien - Sa », sur la commune de Val Suran à 9 km à vol d'oiseau, est de 10,6 °C et le cumul annuel moyen de précipitations est de 1 349,8 mm,. Pour l'avenir, les paramètres climatiques de la commune estimés pour 2050 selon différents scénarios d'émission de gaz à effet de serre sont consultables sur un site dédié publié par Météo-France en novembre 2022.

## Urbanisme

### Typologie
Au 1er janvier 2024, Salavre est catégorisée commune rurale à habitat très dispersé, selon la nouvelle grille communale de densité à 7 niveaux définie par l'Insee en 2022.
Elle est située hors unité urbaine. Par ailleurs la commune fait partie de l'aire d'attraction de Bourg-en-Bresse, dont elle est une commune de la couronne,. Cette aire, qui regroupe 80 communes, est catégorisée dans les aires de 50 000 à moins de 200 000 habitants,.

### Occupation des sols
L'occupation des sols de la commune, telle qu'elle ressort de la base de données européenne d’occupation biophysique des sols Corine Land Cover (CLC), est marquée par l'importance des territoires agricoles (54,4 % en 2018), en diminution par rapport à 1990 (58,9 %). La répartition détaillée en 2018 est la suivante : 
prairies (41,7 %), forêts (35,9 %), terres arables (9,2 %), milieux à végétation arbustive et/ou herbacée (5,2 %), zones urbanisées (4,6 %), zones agricoles hétérogènes (3,4 %).
L'évolution de l’occupation des sols de la commune et de ses infrastructures peut être observée sur les différentes représentations cartographiques du territoire : la carte de Cassini (XVIIIe siècle), la carte d'état-major (1820-1866) et les cartes ou photos aériennes de l'IGN pour la période actuelle (1950 à aujourd'hui).

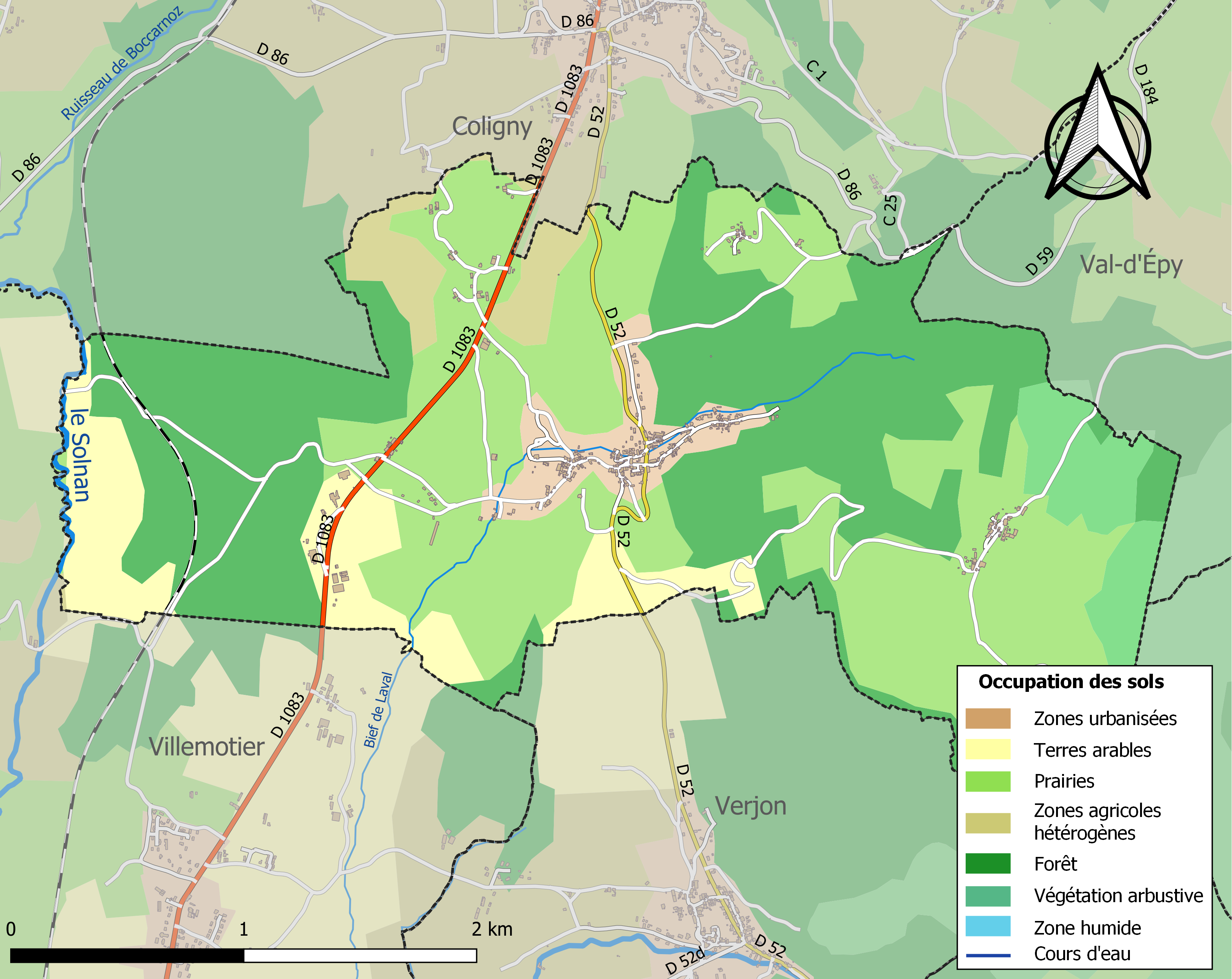
Carte des infrastructures et de l'occupation des sols de la commune en 2018 (CLC).

## Politique et administration

### Découpage territorial
La commune de Salavre est membre de la communauté d'agglomération du Bassin de Bourg-en-Bresse, un établissement public de coopération intercommunale (EPCI) à fiscalité propre créé le 1er janvier 2017 dont le siège est à Bourg-en-Bresse. Ce dernier est par ailleurs membre d'autres groupements intercommunaux.
Sur le plan administratif, elle est rattachée à l'arrondissement de Bourg-en-Bresse, au département de l'Ain et à la région Auvergne-Rhône-Alpes. Sur le plan électoral, elle dépend du  canton de Saint-Étienne-du-Bois pour l'élection des conseillers départementaux, depuis le redécoupage cantonal de 2014 entré en vigueur en 2015, et de la première circonscription de l'Ain  pour les élections législatives, depuis le dernier découpage électoral de 2010.

### Administration municipale
| Période                                  | Période   | Identité      | Étiquette | Qualité                                                  |
| ---------------------------------------- | --------- | ------------- | --------- | -------------------------------------------------------- |
| mars 2001                                | mars 2008 | Gaston Feaud  |           |                                                          |
| mars 2008                                | mai 2020  | Gérard Poupon |           | Retraité des artisans, commerçants et chefs d'entreprise |
| mai 2020                                 | En cours  | Jacques Féaud |           | Ancien artisan, commerçant ou chef d'entreprise          |
| Les données manquantes sont à compléter. |           |               |           |                                                          |

## Démographie
L'évolution du nombre d'habitants est connue à travers les recensements de la population effectués dans la commune depuis 1793. Pour les communes de moins de 10 000 habitants, une enquête de recensement portant sur toute la population est réalisée tous les cinq ans, les populations de référence des années intermédiaires étant quant à elles estimées par interpolation ou extrapolation. Pour la commune, le premier recensement exhaustif entrant dans le cadre du nouveau dispositif a été réalisé en 2007.
En 2022, la commune comptait 295 habitants, en évolution de +5,73 % par rapport à 2016 (Ain : +5,15 %, France hors Mayotte : +2,11 %).
| 1793 | 1800 | 1806 | 1821 | 1831 | 1836 | 1841 | 1846 | 1851 |
| ---- | ---- | ---- | ---- | ---- | ---- | ---- | ---- | ---- |
| 823  | 937  | 907  | 935  | 920  | 770  | 759  | 732  | 733  |

| 1856 | 1861 | 1866 | 1872 | 1876 | 1881 | 1886 | 1891 | 1896 |
| ---- | ---- | ---- | ---- | ---- | ---- | ---- | ---- | ---- |
| 692  | 686  | 706  | 688  | 647  | 616  | 604  | 607  | 535  |

| 1901 | 1906 | 1911 | 1921 | 1926 | 1931 | 1936 | 1946 | 1954 |
| ---- | ---- | ---- | ---- | ---- | ---- | ---- | ---- | ---- |
| 536  | 522  | 511  | 454  | 421  | 377  | 364  | 369  | 366  |

| 1962 | 1968 | 1975 | 1982 | 1990 | 1999 | 2006 | 2007 | 2012 |
| ---- | ---- | ---- | ---- | ---- | ---- | ---- | ---- | ---- |
| 343  | 288  | 238  | 218  | 246  | 285  | 282  | 282  | 289  |

| 2017 | 2022 | - | - | - | - | - | - | - |
| ---- | ---- | - | - | - | - | - | - | - |
| 272  | 295  | - | - | - | - | - | - | - |

## Économie
- Le village fait partie de l'aire AOC de fabrication du Comté.

## Culture et patrimoine

### Lieux et monuments

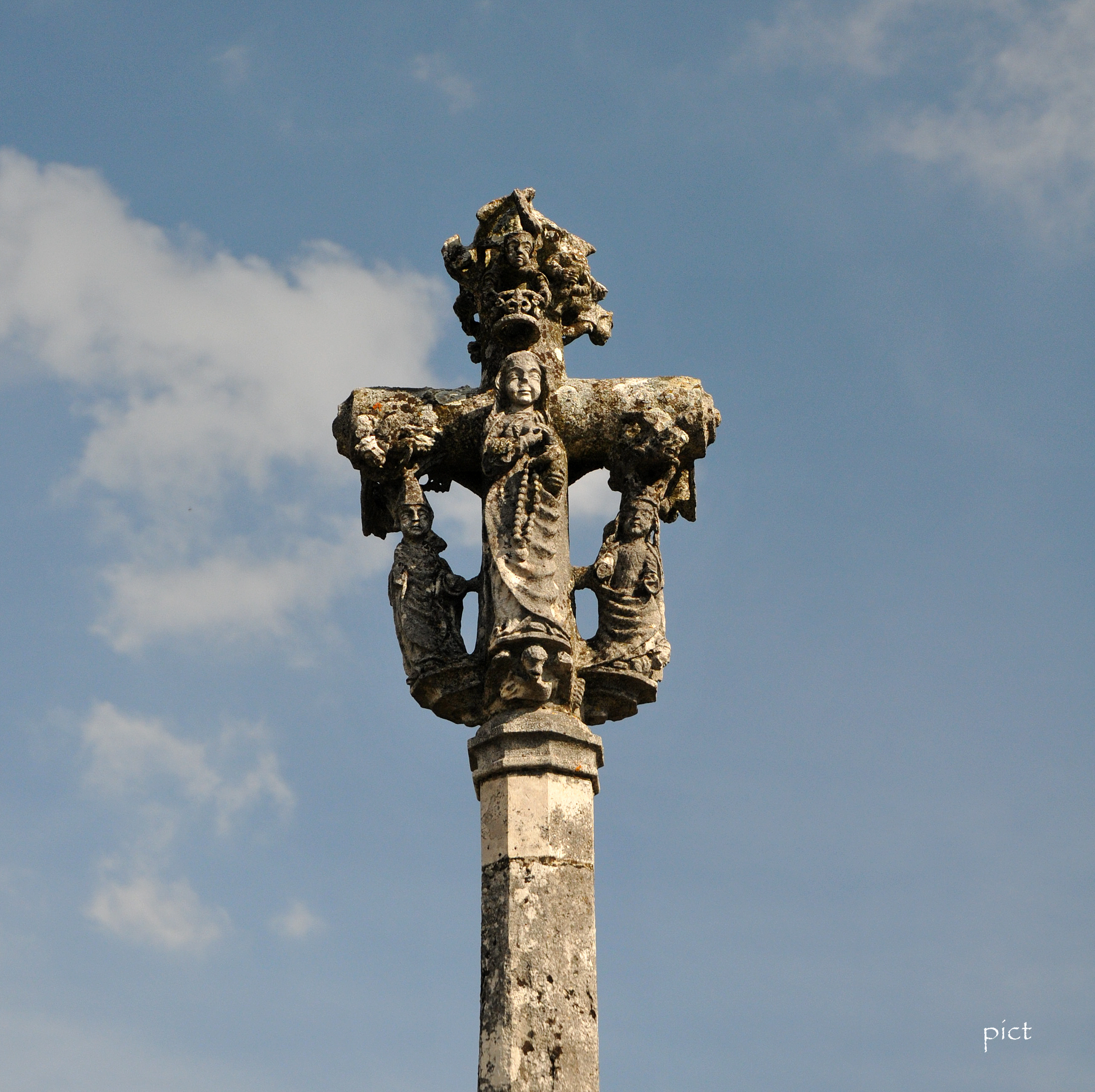
Calvaire de Dingier.

- Le site de la Roche est situé à l'est du village, une vallée profonde s'enfonce, creusée par le bief de Laval. Ce ruisseau naît d'une grosse source, la source de Laval, en partie captée. Le cirque de rochers au-dessus est une reculée typique, comme celles du Jura lédonien. Un réseau karstique s'y développe et a fait l'objet de recherches et d'études par le Groupe Spéléo de Bourg depuis les années 1970 et le Spéléo Club de Villeurbanne à partir de 1992. La grotte de Laval est la plus importante, totalisant plusieurs dizaines de mètres de galeries et descendant de plus de vingt mètres. Plusieurs gouffres s'ouvrent sur le plateau coiffant le site, en particulier le puits de Dingier et le gouffre des Châtaigneraies qui s'est ouvert en 1992 et descend à 45 m de profondeur. L'origine des eaux qui voient le jour à la source de Laval n'est que partiellement connue. Le plateau karstique joue le rôle de zone d'absorption locale, mais il n'est pas exclu que les eaux proviennent de secteurs plus éloignés. Des traçages dans le Val-d'Épy (39) n'ont pas permis pour autant de relier les points d'injection à la source de Laval. L'ensemble du site est classé ZNIEFF de type 1 sous le numéro 01040023f[20]. La flore et la faune y présentent en effet des caractéristiques remarquables et un nombre important d'espèces à intérêt patrimonial national.
Le site est bien connu pour son petit pèlerinage. Deux sculptures de la Vierge sont en effet visibles près de la petite grotte où habitait l'ermite Millet jusque dans les années 1860. L'une d'elles est remarquable.
- L'église Saint-Antoine, au centre du village. Construite au XVIIe siècle, cette église paroissiale de style néoclassique est assez épurée. De plan continu allongé, l'édifice comporte une nef éclairée par 4 fenêtres surplombées par des arcs en plein cintre, et d'un oculus situé au dessus de la porte de la façade occidentale. Le transept présente des autels dédiés à Saint Rémy, Saint Joseph et Saint Antoine ainsi que de la Vierge dans la nef. L'intérieur présente un abondant décor peint ornant notamment la voûte du chœur en cul-de-four. Le dôme du clocher est orné de tuiles vernissées, au motif allégorique de rayons divins frappants les cieux, les eaux, et la terre.
- La chapelle Saint-Rémy-du-Mont, dans le hameau de Saint-Rémy-du-Mont, au nord-est de Salavre. Ancienne église paroissiale jusqu'à la Révolution, elle a été érigée au XIIe ou XIIIe siècle à la place d'une église datant probablement du VIe siècle, elle-même bâtie sur les vestiges d’un temple gallo-romain dédié à Mercure et Apollon[21].
- Calvaire de Dingier, construit au XVe ou XVIe siècle, et classée aux Monuments Historiques.
- Chapelle de Dingier, ou chapelle Notre-Dame-du-Sacré-Cœur, restaurée par des bénévoles. Cette chapelle est un exemple de clocher-mur.
- Chapelle Saint-Rémi de Saint-Rémy-du-Mont.

### Espaces verts et fleurissement
En 2014, la commune de Salavre bénéficie du label « ville fleurie » avec « 1 fleur » attribuée par le Conseil national des villes et villages fleuris de France au concours des villes et villages fleuris.

### Personnalités liées à la commune
- Antoine Marie Garin a été vicaire de Salavre et de Chalamont de 1834 à 1837.

### Cinéma
Un téléfilm a été tourné dans le village de Salavre en 2013. Il s'agit d'une adaptation du roman d’Anne Percin, « Le premier été », paru en 2011.